# NGC 5819
NGC 5819 (NGC 5808) je prečkasta spiralna galaktika u zviježđu Malom medvjedu. Naknadno je utvrđeno da je NGC 5808 ista galaktika.

## Vanjske poveznice
- (engl.) SEDS: NGC 5819
- (engl.) Hartmut Frommert: Revidirani Novi opći katalog
- (engl.) Izvangalaktička baza podataka NASA-e i IPAC-a
- (engl.) Astronomska baza podataka SIMBAD
- (engl.) VizieR
- DSS-ova slika NGC 5819  Arhivirana inačica izvorne stranice od 26. ožujka 2016. (Wayback Machine)
- (engl.) Auke Slotegraaf: NGC 5819 Deep Sky Observer's Companion
- (engl.) Courtney Seligman: Objekti Novog općeg kataloga: NGC 5800 - 5849